# Sköldpaddskålsnäcka
Sköldpaddskålsnäcka (Testudinalia testudinalis) är en snäckart som först beskrevs av Otto Friedrich Müller 1776.  Sköldpaddskålsnäcka ingår i släktet Testudinalia, och familjen Acmaeidae. Arten är reproducerande i Sverige.

## Bildgalleri

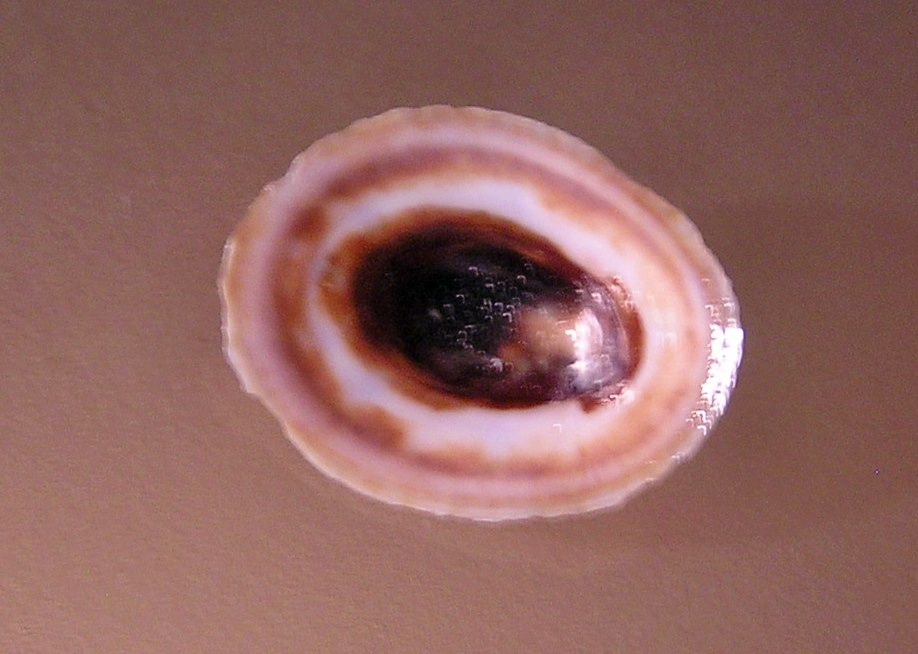